# Контрреформы Александра III
Контрреформы — принятое в советской и постсоветской историографии обозначение реакционных мероприятий правительства Александра III, направленных на стабилизацию (консервацию) социально-политической жизни в Российской империи после широкомасштабных реформ Александра II. Основным проводником этих мероприятий в жизнь было министерство внутренних дел во главе с графом Д. А. Толстым. Стоит отметить высокую предвзятость данного термина, его основания ставятся под вопрос в связи с фактическими несоответствиями. Точно можно сказать о отсутствии консенсуса среди научного сообщества.

## Предыстория
Император-реформатор Александр II погиб 1 марта 1881 года в результате террористического акта, организованного народовольцами. Политический ментор наследника престола, профессор К. П. Победоносцев, видел в этом логическое следствие либеральных реформ завершившегося царствования. Он писал своему воспитаннику:

«Час страшный и время не терпит. Или теперь спасать Россию и себя, или никогда. Если будут Вам петь прежние песни сирены о том, что надо успокоиться, надо продолжать в либеральном направлении, надобно уступать так называемому общественному мнению, — о, ради Бога, не верьте, Ваше Величество, не слушайте. Это будет гибель, гибель России и Ваша: это ясно для меня, как день. <…> Безумные злодеи, погубившие Родителя Вашего, не удовлетворятся никакой уступкой и только рассвирепеют. Их можно унять, злое семя можно вырвать только борьбою с ними на живот и на смерть, железом и кровью. Новую политику надобно заявить немедленно и решительно. Надобно покончить разом, именно теперь, все разговоры о свободе печати, о своеволии сходок, о представительном собрании».
Победоносцев и глава консервативной группы правительства М. Н. Катков пытались добиться отставки либерального «диктатора» М. Т. Лорис-Меликова, Александр III согласился с консервативной группой и отверг предложенный Лорисом-Меликовым план политических преобразований (т. н. конституция Лорис-Меликова). Основаниями для отставки могли стать коррупция, неэффективное исполнение своих обязанностей прошлым кабинетом министров, а также влияние консерваторов, которое скорее было вторично.  Идеологическая программа нового царствования была изложена 29 апреля в манифесте «О незыблемости самодержавия», который составил Победоносцев. 

## Контрреформы (реформы)
Пересмотр крестьянской реформы
В 1880-е годы царская власть, как и при Николае I, видела свою опору в дворянском сословии и считала необходимым укрепить его ослабевшее за годы реформ положение. Этим объясняется поддержка помещичьих хозяйств, которые стали «оскудевать» вследствие отмены крепостного права и не способности помещиков приспособится к новым капиталистическим условиям. Для субсидирования последних в 1885 году создается Дворянский банк. Принимаются меры по усилению власти поместного дворянства за счет крестьянства, закрепляющие патриархальный строй на селе. Усложняются земельные переделы и семейные разделы, что блокирует выход крестьян из общины.
Этими мерами правительство желало затормозить распад патриархальной семьи, но законы лишь усилили социальное напряжение на селе: отныне «крестьянину трудно было проявить хозяйственную инициативу, чтобы выпутаться из растущей нищеты».
Пересмотр судебной реформы

Пересмотр судебной реформы 1864 года состоял в усложнении и бюрократизации судоустройства, упразднении института мировых судей в уездах, в сокращении компетенции суда присяжных. В сельской местности мировой суд был заменён произволом земских начальников. Кассационные жалобы отныне подавались в губернское присутствие, составленное главным образом из чиновников. Увеличены требования, предъявляемые к кандидатам в судьи. 

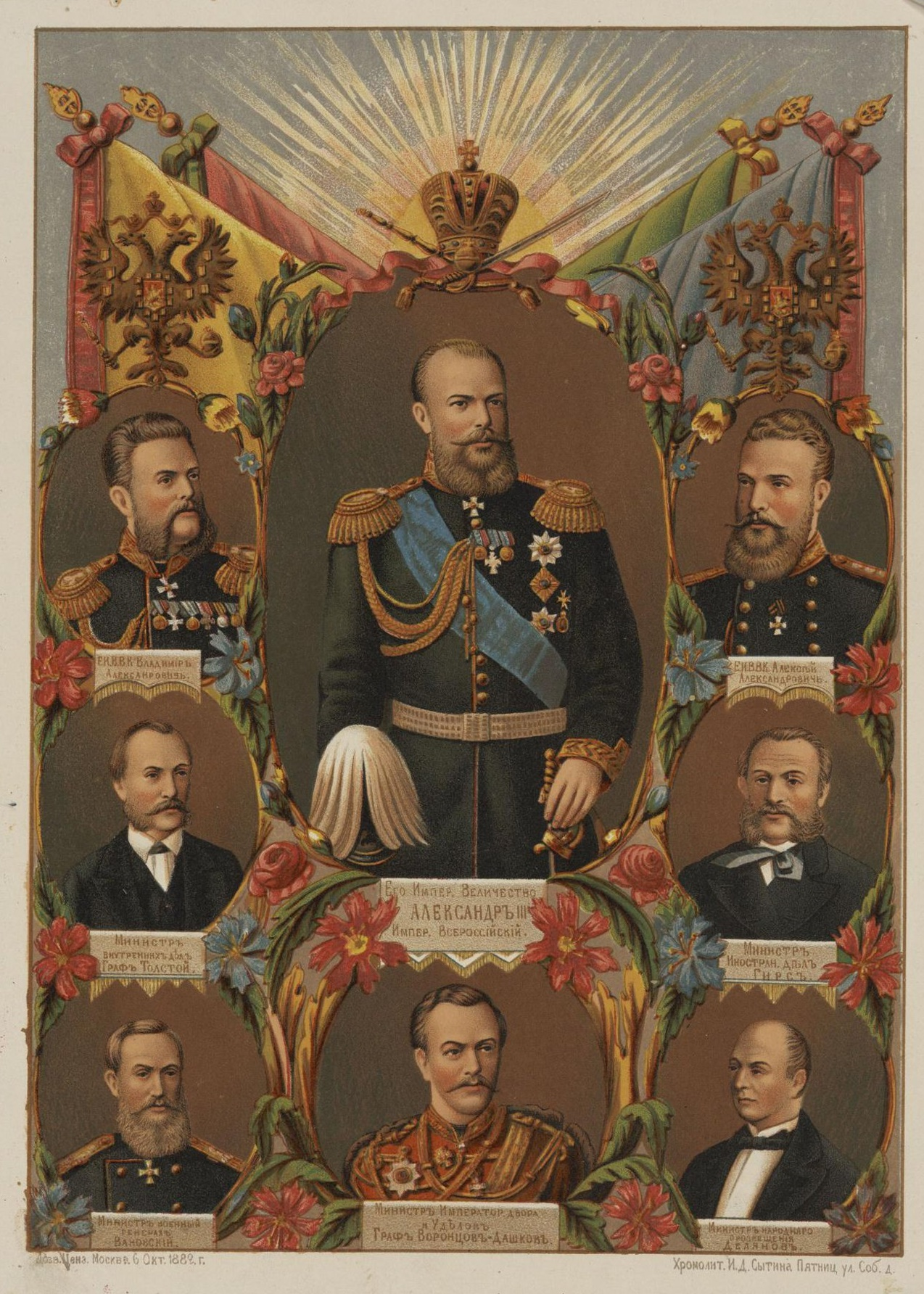
Александр III и его окружение

Мировой суд в деревне упразднило Положение о земских участковых начальниках (1889). Эти чиновники из числа поместного дворянства осуществляли всю полноту административной и судебной власти, отменяли решения сельских и волостных сходов, штрафовали их участников, могли арестовать старосту. Подчинялись они напрямую предводителям дворянства.
Пересмотр образовательной реформы
Образовательной реформе Александра II было противопоставлено усиление контроля над средней школой со стороны государства и церковных властей. Циркуляр о «кухаркиных детях» закрывал дорогу в гимназии для детей мелких лавочников, лакеев, прачек и т. п. Начальные школы передавались напрямую в ведение Святейшего Синода. Университетский устав 1884 года положил конец университетской автономии и развитию женского высшего образования. Вводилась процентная норма для евреев; для выпускников семинарий также устанавливались ограничения на поступление в университеты. Выросла плата за обучение.
Усиление цензуры было оформлено изданием в 1882 году «Временных правил о печати». Любое неугодное издание отныне могло быть закрыто как решением министра внутренних дел, так и обер-прокурора Синода.
Пересмотр земской реформы и городской реформы
Земская контрреформа 1890 года была направлена на усиление правительственного контроля над земством. Имущественный ценз для горожан повышался, а для помещиков — понижался. В результате лишались избирательных прав ремесленники и мелкие торговцы. Утверждение крестьянских гласных было передано в руки губернаторов.
В 1892 году было принято новое Городовое положение. Было упразднено деление избирателей на курии, вместо налогового ценза был введен имущественный ценз, что вызвало резкое сокращение и без того небольшого числа городских избирателей. Усилился надзор администрации за хозяйственной деятельностью городских дум.

### Полицейские меры
Усилению административно-полицейского давления также способствовало издание в августе 1881 года «Положения об усиленной и чрезвычайной охране», которое давало областным и губернским властям право вводить на неопределенный срок режим чрезвычайного управления. В период действия режима существовала возможность высылки нежелательных лиц, закрытия учебных заведений и средств массовой информации, передачи гражданского судопроизводства военным судам. При министре внутренних дел было организовано Особое совещание, которое во внесудебном порядке могло ссылать подозрительных личностей либо держать их под арестом до 5 лет (в дальнейшем срок внесудебного содержания сокращён до 6 месяцев).
В 1892 г. изданы «Правила о местностях, состоящих на военном положении», которым регламентирован режим военного положения, предусматривавший передачу власти от гражданских к военным органам, широкое применение военной юстиции. Издавались также нормативные акты, направленные на притеснение национальных меньшинств, из числа которых наиболее известны т. н. «Майские правила» 1882 года.

## Результаты
Контрреформы (реформы) Александра III, хотя и затормозили революционное движение в России, вместе с тем «заморозили» накопившиеся социальные противоречия и сделали обстановку в стране, особенно на селе, ещё более взрывоопасной. Волна протестных выступлений пошла на убыль. Историк М. Н. Покровский указывал на «несомненный упадок революционного рабочего движения в середине 80-х годов», что, по его мнению, явилось результатом мер правительства Александра III. Боханов Александр Николаевич отмечает благотворное влияние правление Императора для экономики Российской Империи, урегулирование недостатков реформ Александра II и общее развитие всех сфер жизни общества.
Пошла на спад и террористическая активность. После убийства Александра II было лишь одно удавшееся покушение народовольцев в 1882 году на одесского прокурора Стрельникова, и одно неудавшееся в 1887 году на Александра III. После этого террористических актов в стране не было вплоть до начала XX века.